# Ctenistochlora
Ctenistochlora là một chi bướm đêm thuộc họ Geometridae.